# Nolina brittoniana
Nolina brittoniana là một loài thực vật có hoa trong họ Măng tây. Loài này được Nash mô tả khoa học đầu tiên năm 1895.

## Hình ảnh

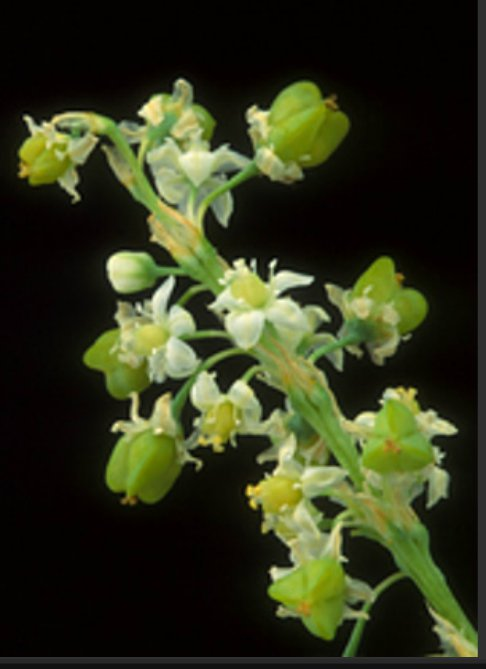
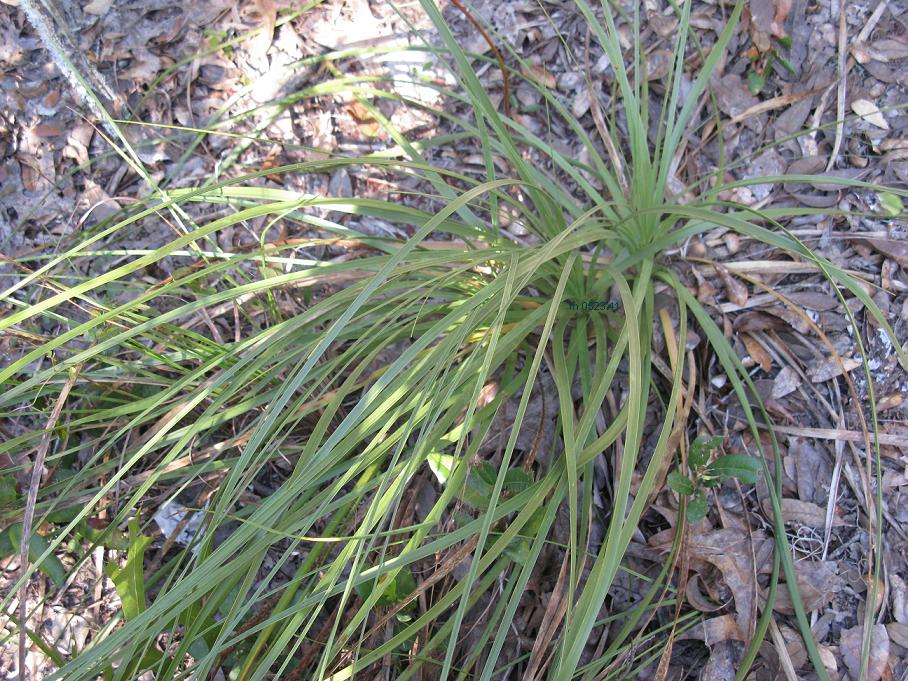
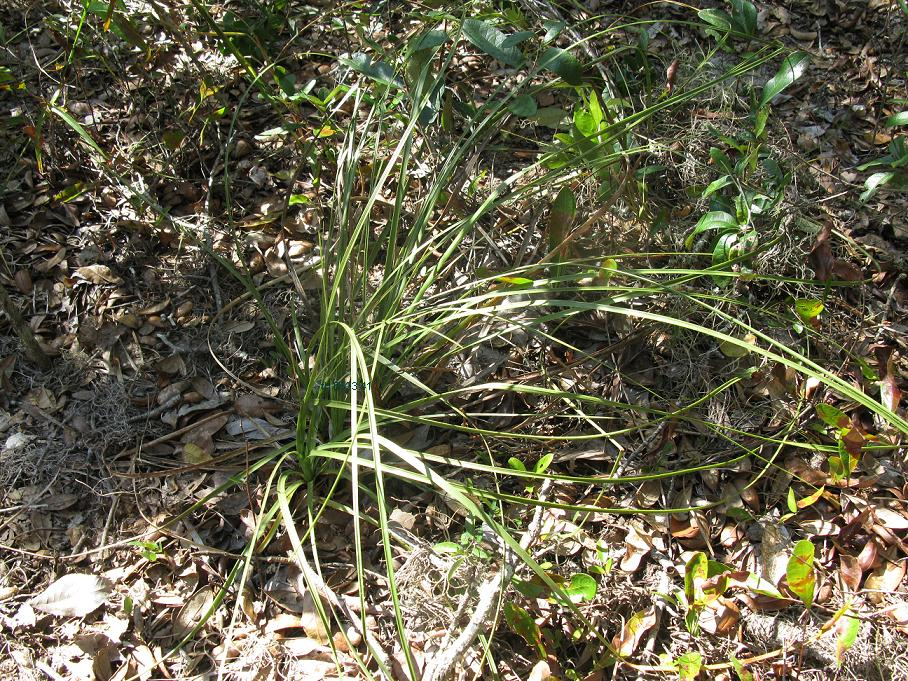